# Elena Rojas Mayer
María Elena Malvina del Valle Rojas Mayer (14 de marzo de 1941-2018) fue una lingüista argentina, fundadora y directora del Instituto de Investigaciones Lingüísticas y Literarias Hispanoamericanas (INSIL). Publicó 18 libros y más de 200 artículos.

## Trayectoria
Elena Rojas Mayer era Doctora en Letras, egresada de la Facultad de Filosofía y Letras de la Universidad Nacional de Tucumán (UNT). Completó su formación con una especialización en Lingüística que realizó en la Universidad de la República (Montevideo, Uruguay, 1966), en el Instituto Caro y Cuervo (Bogotá, Colombia, 1969) y en OFINES (Madrid, España, 1976).  
Desde 1994, fue profesora Titular de Historia de la Lengua (UNT). También se desempeñó como Profesora de la Especialización en Enseñanza de Español como Lengua Extranjera (ELE), en la misma universidad. En 2002, fue elegida Decana de la Facultad de Filosofía y Letras de UNT, cargo que desempeñó hasta jubilarse en 2010. Finalmente, fue designada Profesora Emérita de la UNT en 2012.
Fue profesora invitada en las universidades alemanas de Heidelberg, Augsburg, Regensburg, Koelhn; las españolas de Valencia, Antonio de Nebrija, Rovira Virgili, y Santiago de Compostela; las italianas de Torino y Pescara; la canadiense de Ottawa, y la noruega de Bergen.
En cuanto a su labor científica, desde el año 2000 trabajó como Investigadora Superior del Consejo Nacional de Investigaciones Científicas y Técnicas (CONICET). Por un período de un año y medio, fue la Directora interina del Instituto de Investigaciones sobre Lenguaje y Cultura (INVELEC). Fue fundadora y directora del Instituto de Investigaciones Lingüísticas y Literarias Hispanoamericanas (INSIL). Mantuvo una activa participación institucional a través de la Academia Argentina de Letras y la Academia Nacional de la Historia, desde 1985 y 1999, respectivamente.

## Publicaciones
La obra de Elena Rojas Mayer comprende una vasta producción de 18 libros, y más de dos centenares de artículos publicados en revistas académicas. También participó de publicaciones colectivas.

#### Libros
- (1998) El diálogo en el español de América: estudio pragmalingüístico-histórico
- (2002) Documentos para la historia lingüística de Hispanoamérica, siglos XVI al XVIII
- (2004) Competencia y variación lingüística.

#### Artículos de revista
- Las actitudes lingüísticas en la Argentina entre 1700 y 1850. En Cuadernos de Ilustración y Romanticismo: Revista del Grupo de Estudios del siglo XVIII, N.º 17, 2011.
- Discurso de recepción de la académica correspondiente Liliana Cubo de Severino. En Boletín de la Academia Argentina de Letras, Vol. 74, N.º 305-306, 2009, pp. 769-774.
- Realidad, facetas y variaciones de nuestra lengua española. En Boletín de la Academia Argentina de Letras, Vol. 73, N.º. 297-298, 2008, pp. 239-250.
- El comportamiento pragmalingüístico en los documentos coloniales de América. En Archivo de filología aragonesa, Vol. 59-60(1), 2002-2004, pp. 819-832.
- Acerca del tratamiento referencial en los documentos coloniales del Río de la Plata. En Lingüística, N.º 9, 1997, pp. 125-134.
- Las marcas del diálogo en los documentos hispanoamericanos del siglo XVI al XVIII. En Quaderns de filología. Estudis lingüístics, N.º 2, 1997, pp. 53-62.
- La modalidad lingüística de la prensa tucumana entre los siglos XIX y XX. En Anales del Instituto de lingüística, Vol. 17, 1994, pp. 39-52.
- Preocupación normativa del uso de la lengua, a través de la prensa argentina. En Revista española de lingüística, N.º 19(2), 1989, pp. 421-434.
- Norma y uso de la lengua a través de la prensa escrita argentina. En Anuario de lingüística hispánica, Vol. 4, 1988, pp. 275-286.
- Acerca de las sibilantes en el español de Tucumán en los siglos XVI y XVII. En Anuario de lingüística hispánica, Vol. 1, 1985, pp. 143-156.
- Lenguaje y realidad regional en los cuentos del noroeste argentino. En Estudios filológicos, N.º 18, 1983, pp. 85-96.

Actas de reuniones científicas
- Primeras Jornadas Nacionales de Dialectología (Tucumán, 1977): Secretaria y coordinadora. Autora de las palabras preliminares de las Actas y autora de "Vigencia de indigenismos en la alimentación del Norte argentino". Actas publicadas por la Facultad de Filosofía y Letras de la Universidad Nacional de Tucumán.

## Premios
Debido a su destacada trayectoria profesional, Elena Rojas Mayer recibió múltiples distinciones. En 1983, obtuvo el Primer Premio Nacional de Lingüística de la Secretaría de Cultura de la Nación. En 1989, se le otorgó el Gran Premio Iberoamericano "Augusto Cortázar" del Fondo Nacional de las Artes (FNA). Cinco años más tarde, recibió el Premio Konex a las Letras (Folklore). En 1999, fue distinguida con el Tercer Premio de la Secretaría de Cultura de la Municipalidad de la Ciudad de Buenos Aires en la categía Ensayo. En el 2003, la Secretaría de Ciencia y Tecnología de la Nación (SECyT) la destacó con el Premio a la Trayectoria Científica "Bernardo Houssay", en la disciplina Filología, Lingüística y Literatura.